# Axinit
Axinit là một khoáng vật silicat vòng, có công thức hóa học là (Ca,Fe,Mn)3Al2BO3Si4O12OH hoặc Ca2(Fe,Mn)Al2BSi4O15(OH)
Những tinh thể axinit nâu hình nêm đẹp nhất đến từ Bourg d 'Osians . Chúng tỏa ra tia sáng màu xám và tím nếu nhìn từ hướng khác nhau . Trước đó , axinit vô cùng hiếm nhưng giờ người ta đã có thể tìm được các tinh thể này nhiều hơn trong sa khoáng ở Sri Lanka